# Hemiberlesia diffinis
Hemiberlesia diffinis är en insektsart som först beskrevs av Robert Newstead 1893.  Hemiberlesia diffinis ingår i släktet Hemiberlesia och familjen pansarsköldlöss. Inga underarter finns listade i Catalogue of Life.